# Polski Trambesh (huyện)
Polski Trambesh là một huyện thuộc tỉnh Veliko Tarnovo, Bungaria. Dân số thời điểm năm 2001 là 18678 người.